# Gavaro
Gavaro (del verbo ruso "gorrear" говорить /gɒ.vɒ.ritʲ/) es una variación del esperanto creado por Manuel Halvelik (seudónimo de Kamiel Vanhulle), quien anteriormente había creado el arcaicam esperantom y el popido (creando así, tres «dialectos» del esperanto). La intención de Halvelik no era crear una nueva lengua internacional, sino intentar darle al esperanto la «posibilidad expresiva de una jerga». Por ejemplo, la variación de la lengua en una de mucho menos prestigio, debido a que esta sería hablada por personas como criminales o no estudiadas. Contrariamente que en el arcaicam esperantom y en el popido, el autor decidió no tocar demasiado la gramática y las palabras pero si cambiar profundamente las raíces.

El gavaro se diferencia de la lengua tradicional de Zamenhof porque tiene diccionario, afijos y expresiones distintas. La gramática permaneció inevitablemente igual a como estaba anteriormente (en el esperanto).
Manuel Halvelik.

## Principios
Según el propio autor, las traducción de textos a Gavaro solo debe respetar 2 principios:
- Similitud: "Uno debe procurar en lo posible conservar la forma general y la gramática de la lengua o jerga original" - Manuel Halvelik
- Simplicidad: "Después de esto, mi consejo de oro: aplicar las jergas sabiamente, colocándolas en cantidades y lugares estratégicos. - Manuel Halvelik

Por consiguiente usándolas dentro de una frase, no se debe usar muchas jergas al mismo tiempo, para que la frase permanezca lo suficientemente comprensible. Y dentro de una palabra, no se deben usar más que unos cuantos extranjerismos-gavarros.

## Diferencias entre el esperanto y el gavaro

### Vocabulario
- El Gavaro conserva el mismo alfabeto que el Esperanto y además conserva la "w", la cual sustituye a la ŭ.

- El par de consonantes KV, SV y TV se convierten respectivamente en KW o KF, SW o SF y TW o TF. Juntándolas sin alterar la manera de escribir.

### Diferencias respecto a las 16 reglas del Fundamento
casi todas las reglas permanecen sin cambios, pero a algunas se le hacen algunos cambios.

#### 2.ª regla
Antes de la -o final, los substantivos pueden recibir el sufijo "-um" (sufijo sin significado general).

#### 3.ª regla
Antes de la -a final, los adjetivos pueden recibir el sufijo "-ala".

#### 4.ª regla
Además de los numerales tradicionales fueron introducidos los provenientes del Volapük 1 bŭal, 2 tŭel, 3 kŭil, 4 fŭol, 5 lŭel, 6 mŭel, 7 vŭel, 8 zŭul, 9 ĵŭel, 10 dŭeg, 100 tŭum, 1000 mlat.

#### 6.ª regla
Antes de la -i final, los verbos infinitivos pueden recibir el sufijo "-iz" (No oficial en el Esperanto, significa: aplicar sobre, untar, proveer de, aplicar un método científico, ej: elektro: electricidad, elektrizi: electrificar.)

#### 15.ª regla
Los Neologismos son la base del Gavaro.

### Palabras y afijos cambiados o introducidos
| Sufijos en Esperanto... | ...en Gavaro... |
| ----------------------- | --------------- |
| aĵ                      | of              |
| ist, ul, an, anto       | ok              |
| in, istin, ulin, antino | un              |
| il                      | esx             |
| uj, ej                  | uĵ              |

- Fueron Introducidos dos afijos llamados infiksoj (afijos que se introducen entre la raíz) para hacer irreconocibles las raíces del Esperanto:

-ERZ- (ŝteli: ŝterzeli)
-KLA- (polico: poliklaco)

## Relación con el esperanto y otras lenguas ficticias de Manuel Halvelik
El Gavaro no tiene un papel como lengua aparte, pero provee palabras para realizar una jerga lingüística
"Puede ser aplicada, según la necesidad o la intención, indiferentemente al fundamento, al contexto de otros dialectos, o incluso al contexto arcaico. La jerga ciertamente se ve en estos tres Sociolectos"  -Manuel Halvelik
Ejemplo:
- Esperanto: ili prenis la gamboĉaron
- Dialecto (Popido): zi prenit lo gamboĉar
- Arcaico (Arcaicam Esperantom): ilùi Gambocharon preniit
- en Gavaro: ili iris piede

## Creación de palabras y fuentes lingüísticas
existen 4 clases de raíces:
- Metafóricas: Musko (musgo) -----> Hararo (cabello).
- Mezcla de palabras (encogerlas, invertirlas, etc) polo del original polico (policía).
- Acrónimos: repa (muerto, de resta en paco [descansa en paz]).
- Xenofóbicas (adaptadas de cualquier jerga original) drugo (amigo, del ruso друг /druk/).

Existen 7 fuentes lingüísticas para las palabras en Gavaro: el inglés, el árabe, el francés, el español, el hebreo, el ruso y el suajili. Las palabras derivadas  del inglés y del ruso son las más numerosas
Nota:La palabra "mojosa" (creada en 2003, su significado es similar a la palabra "cool" del inglés) concuerda con el principio de creación de palabras del Gavaro (como acrónimo de Modernaj Juna Stilo, Estilo juvenil moderno).

## Ejemplos
| Gavaro                            | Esperanto         | Español                           |
| --------------------------------- | ----------------- | --------------------------------- |
| Grut!                             | Saluton!          | !Hola¡                            |
| Ĉukompras?                        | ĉu vi komprenas?  | ¿Comprendes? o "comprende usted?" |
| mia supo ekbolas                  | mi senpacienciĝas | Se me está acabando la paciencia  |
| ĉi oko superplenigas mian vezikon | tiu ulo tedas min | Esa persona me aburre             |
| ĉipa klaĉofo                      | senvalora klaĉaĵo | sin valer la pena                 |